# 2015年4月中國大陸

## 4月1日
- 中华人民共和国国务院总理李克强主持召开国务院常务会议[1]，部署盘活和统筹使用沉淀的存量财政资金；确定加快发展电子商务的措施；决定适当扩大全国社保基金投资范围[2][3][4]。

## 4月2日
- 经中央批准，全国政协副主席、国家民委主任王正伟兼任中共中央统战部副部长一职，成为继中央政治局委员孙春兰之后，又一位在统战部任职的党和国家领导人[5][6][7]。时隔三十多年后，中央统战部再现双副国级“配置”[8]。1978年至1982年期间，也曾有过中央统战部部长乌兰夫与副部长杨静仁均为副国级的情形[9]。

## 4月3日
- 中共中央政治局常委、国务院总理李克强在北京主持召开中国装备走出去和推进国际产能合作座谈会并作讲话[10][11][12]。
- 中共中央政治局原常委、中央政法委原書記周永康，被控涉嫌受賄、濫用職權、故意洩露國家秘密（周永康案），今日由天津市人民檢察院第一分院向天津市第一中級人民法院提起公訴[13][14]。

## 4月6日
- 福建省漳州市古雷镇一石化工厂（PX项目）厂区发生爆炸。[15]

## 4月7日
- 越南共产党中央委员会总书记阮富仲应中共中央总书记习近平邀请，抵达中国进行正式访问，纪念中越建交65周年。[16]
- 下午，国务院总理李克强在中南海紫光阁会见南非国民议会议长姆贝特[17][18][19][20]。

## 4月8日
- 国务院总理李克强主持召开国务院常务会议，决定在全国范围清理规范涉企收费、下调燃煤发电上网电价和工商业用电价格、依法适当降低铁矿石资源税征收比例[21][22]。

## 4月9日
- 4月9日至10日，中共中央政治局常委、国务院总理李克强在吉林省委书记巴音朝鲁、省长蒋超良陪同下在吉林省就一季度经济形势和民生状况进行专题调研[23][24][25]。
- 毕福剑就不雅言论道歉[26][27]。4月6日，一段毕福剑在饭桌上唱评《我们都是工农子弟兵》的视频在网上流出。期间，毕福剑对中国共产党已故中央委员会主席毛泽东进行了“调侃”，称其“把我们害苦了”。有关视频曝光后，在中国引起各方争议。而共青团中央机关报《中国青年报》更在周三（8日）发表评论称，毕福剑欠全国人民一个道歉[28]。

## 4月10日
- 4月9日，乌克兰议会通过一系列法案，要求全面禁止纳粹法西斯和共产党的宣传和标志。此外，乌克兰方面还表示将不会参加5月9日在俄罗斯举行的阅兵式，并向参加阅兵式的外国领导人提出警告，称若出席该活动将会破坏与乌克兰的双边关系。乌克兰禁止宣传共产主义，违者将被处以5到10年有期徒刑。4月10日中国外交部回应乌克兰禁止宣传共产主义，称中乌是传统友好国家，双方继续发展互利友好合作符合双方共同利益[29][30]。

中共中央办公厅、国务院办公厅公布《关于贯彻落实党的十八届四中全会决定进一步深化司法体制和社会体制改革的实施方案》，实行错案责任倒查问责制。

## 4月11日
- 2015年北京大屯路飙车事故结果报告。法拉利司机母亲曾任油企副总。4月11日晚22时左右，北京鸟巢附近大屯路隧道北沙滩段上演现实版“速度与激情”，一辆红色法拉利与绿色兰博基尼发生严重车祸，兰博基尼被撞毁，法拉利后部亦有被撞凹印，隧道北侧墙皮有一大块被撕破。朝阳交通支队奥运村大队介绍，目前车祸属于车辆撞损，现场一人受轻伤，无人死亡[35][36][37]。

## 4月12日
- 云南中炬董事长朱景图在香港坠楼身亡，其下属楼盘交房延迟[38]。云南第一高楼「南亚之门」即是由中炬集团与江苏天地集团共同开发建设，而且「南亚之门」是由中共昆明市委前书记仇和所命名，今年3月仇和因涉嫌严重违纪违法遭到组织调查[39]。

## 4月13日
- 北京军区联勤部原部长董明祥少将涉嫌贿赂军队高层被查。今年1月中旬至3月初，中国军方已经公布了两批共30名落马的副军职以上将领名单，七大军区中，三个军区的联勤部已有原正副部长被调查。董明祥的直接下级和继任者北京军区联勤部副部长的夏沈白少将已在2011年被捕，之后又被判刑[40][41]。

## 4月14日
- 国务院总理李克强应约同希腊总理齐普拉斯通电话[42]。齐普拉斯介绍了希方对加强两国各领域合作，特别是推进比雷埃夫斯港项目的考虑[43]。
- 近日，有媒体报道河南濮阳一户籍民警上班吃零食，边打电话边骂百姓，引起办事民众不满[44]。该民警大骂百姓“傻了吧唧”引网友愤怒：难道公务员就高人一等吗!4月14日上午，濮阳市公安局官微@平安濮阳发布通报称，濮阳市公安局已对该问题进行调查，对涉事户籍民警停止执行职务，并采取禁闭措施[45][46]。
- 据媒体报道，益阳市赫山区法院副院长王某近日携一女子赴海口、三亚等地游玩3天，其中包括周一上班时间；益阳市赫山区法院一名法官在3月与神秘女子在一快捷酒店开房。另有媒体报道称，益阳市中级人民法院及赫山区人民法院两位法官还参与了聚众赌博等[47][48][49]。
- 江西卫视：南昌女摊贩从城管办公楼7层坠亡视频曝光，生前或被殴打。4月9日，网民“杜红炎5582881453”在微博发帖称，“4月1号下午4点我妈在南昌市西湖桃花中学摆摊城管把工具收走，我妈去城管大楼讨要工具，结果命丧城管大楼下。我妈眼睛肿青的，明显被殴打，三轮车和其他工具被严重打砸的现象。”[50]
- 中共中央政治局常委、国务院总理李克强主持召开经济形势座谈会，敦促提高网速降低网费：流量费太高[51]。根据国际电信联盟的评估，中国在世界范围内的排名在80位以后[52]。
- 财新及财新传媒总发行人兼总编辑胡舒立京港美三地起诉郭文贵，称其涉嫌损害商业信誉罪和诽谤罪[53]。

## 4月15日
- 国务院总理李克强主持召开国务院常务会议，部署落实2015年经济体制改革重点任务[54]；决定核准建设“华龙一号”三代核电技术示范机组[55][56][57][58]。
- 南京中医药大学原党委书记黄成惠死于校区后山系自杀，曾有心理疾患[59][60]。黄成惠是近期江苏第二位自杀身亡的厅级干部，此前3月31日，无锡市委副书记、政法委书记蒋洪亮在家乡宜兴一处森林公园的105米高塔上跳塔身亡，据当地官方披露，蒋洪亮生前患有抑郁症[61][62]。

## 4月16日
- 宝钢、武钢多位高管被查处。继3月31日宝钢集团副总经理崔健被通报因涉嫌严重违纪违法而接受组织调查之后，4月16日，宝钢集团通报了一批违反中央八项规定精神的案件。由此，今年以来宝钢和武钢两大钢企出现高管被查甚至被刑拘，且有一大批分公司高管因违反中央八项规定精神而被查处[63]。

## 4月17日
- 中共中央政治局常委、中华人民共和国国务院总理李克强来到国家开发银行和中国工商银行考察并主持召开座谈会[64][65][66][67][68]。
- 公安部科技信息化局原副局长马晓东被逮捕[69][70][71][72]。
- 上海氯碱化工股份有限公司原总经理何刚被调查[73][74][75]。

## 4月18日
- 立案登记制“门槛”降低，力图实现有案必立、有诉必理。日前，最高人民法院印发了《关于人民法院推行立案登记制改革的意见》，改革人民法院案件受理制度，变立案审查制为立案登记制。《意见》将于5月1日起正式施行。法院对诉讼要件不再进行实质审查，禁止法院“不收材料、不予答复、不出具法律文书”。明确了不予登记立案的情形，包括：违法起诉或者不符合法定起诉条件的；诉讼已经终结的；涉及危害国家主权和领土完整、危害国家安全、破坏国家统一和民族团结、破坏国家宗教政策的；其他不属于人民法院主管的所诉事项[76][77]。

## 4月19日
- 4月19日18时50分，大同煤矿集团地煤公司姜家湾煤矿发生透水事故，24人被困。已确认3人获救，21人遇难[78][79]。

## 4月20日
- 警车撞宾利逃逸，深圳公安局森林公安分局副局长钟宇军被拘10天否认喝酒[80][81][82][83][84]。

## 4月21日
- 国务院总理李克强主持召开国务院常务会议，部署进一步促进就业鼓励创业；通过《基础设施和公用事业特许经营管理办法》[85][86][87]；决定清理规范与行政审批相关的中介服务[88][89][90]。
- 湖南临湘原市长龚卫国因涉嫌违法违纪被调查，发现其吸毒“至少两年多”，4毒友被查[91][92][93][94]。
- 上午，河北省青龙满族自治县(以下简称青龙县)一上访村民在县政府门前一棵树上上吊死亡。其家属告诉中新网记者，死者伊海山今年62岁，是青龙县八道河镇牧马村村民。2010年起，伊海山因为林地权属等问题开始上访，上吊前仍和青龙县官方有过接触[95]。
- 4月21日，网上传出《新乡一服刑犯狱内醉酒身亡》的消息，引发社会关注。由新乡市纪委牵头的联合调查组回应：事件发生后，监狱进行了整改，15名相关人员受到刑事和党政纪责任追究[96][97]。

## 4月22日
- 近日，央视报道辽宁、吉林两省有的粮库在政策性粮食收储和销售出库过程中存在以陈粮顶新粮，恶意套取价差补贴等问题。中共中央政治局常委、国务院总理李克强对此高度重视并作出重要批示，强调此事性质恶劣，要求进行彻查、依法问责，并举一反三，抓紧完善监管制度，坚决堵塞漏洞，切实守住管好“天下粮仓”[98]。
- 据中央纪委监察部网站消息，按照“天网”行动统一部署，国际刑警组织中国国家中心局近日集中公布了针对100名涉嫌犯罪的外逃国家工作人员、重要腐败案件涉案人等人员的红色通缉令，加大全球追缉力度。江泽民密友之子，已故中共河北省委书记程维高之子程慕阳名列全球通缉百人名单[99]。
- 晚，EXO成员黄子韬的父亲通过微博发声，要求黄子韬与SM娱乐解约[100][101]。

## 4月23日
- 北京移动副总经理李大川被纪检部门双规[102][103][104]。网易
- 男子遭黑作坊囚禁18年后获救[105]。近日，广东清远市质监局接到市民投诉称，清城区有一黑心棉作坊，执法人员昨日在现场发现，黑作坊不仅制造了大量假冒高级棉产品，在一间锁上铁门的红砖房内还发现了被囚禁18年的童工谢石生[106][107][108]。

## 4月24日
- 中共中央台湾工作办公室发言人马晓光证实，中国国民党主席朱立伦和中共中央总书记习近平将在北京会面[109][110][111]。
- 洛阳警方回应拆迁致人坠亡：女子从5楼扔汽油瓶时坠落。24日下午，河南省洛阳市高新区张庄村民反映，洛阳高新区拆迁部门在拆迁张庄李宗敏家房屋时，导致李宗敏女儿李伟伟从五楼平台坠落死亡。据目击者李永伟介绍，下午2点左右，洛阳市高新区上百名拆迁人员拆除李宗敏家的五层小楼，现场一拆迁负责人劝李宗敏从楼上下来，说可以再谈谈，当李宗敏下楼后与拆迁人员沟通大概5分钟后拆迁人员将李宗敏拉到车上将其带离。此时，在三楼的李宗敏的女儿李伟伟上到五楼平台。其间有两个拆迁队员冲到楼上，三四分钟后李伟伟从五楼楼梯间坠落[112]。
- 国务院发布任免令，张勇被免去国务院副秘书长、国家食品药品监督管理总局局长职务，调任国家发改委副主任。毕井泉辞去国务院副秘书长职务，出任中共国家食品药品监督管理总局局长[113][114]。

## 4月25日
- 红色通缉令首位落网者：“327国债期货事件”中经开主角戴学民。4月25日上午11时，在公安部指挥下，上海、江苏、安徽等省市追逃办和公安、检察机关密切配合，将公开曝光的百名逃犯之一戴学民缉捕归案，这是公布百名外逃人员后的首个落网人员[115]。戴学民，红色通缉令号码A—19/1—2002，原中国经济开发信托投资公司上海营业部总经理，涉嫌贪污1100万元，于2001年8月潜逃出境，近期改换身份持外国护照潜回国内。公安、检察机关发现线索后，及时开展缉捕工作，将其缉拿归案[116][117][118][119][120]。
- “我们的调查显示，部门利益将成为本轮地方政府改革的最大阻力，特别是在简政放权、激活市场和社会活力方面，尤其如此。”国家行政学院教授汪玉凯25日在北京表示[121]。
- 洛阳一重点文物被画上67面假窗，回应称为了美观。新华网
- 郑州市交警驾宝马撞死半岁婴儿，官方称未酒驾。婴儿系三代单传。目击者和婴儿家属称，宝马车当时速度约七十码，是为了超车才撞上了婴儿母子。婴儿其他家属事后赶到，围绕着宝马车扯起了横幅。家属们情绪激动，围观市民越来越多，特警多次组织人墙驱散未果[122][123]。

## 4月26日
- 蹊跷的受贿案：受贿主角提前重回归院长岗位，妻子却遭全球通缉。云南大学副教授郭欣因隐瞒犯罪所得罪名逃往美国。郭欣因隐瞒犯罪所得，已于2010年12月22日被红色通缉令通缉,郭欣是百张红色通缉令中唯一的高等院校原教师。有媒体报道，郭欣隐瞒犯罪所得逃往美国或与其前夫江某有关。南都记者获悉，郭欣的丈夫江某曾任云南省第二人民医院（也叫〝云南省红十字会医院〞）党委副书记、院长，2010年8月被抓。而国际刑警组织中国国家中心局公布的百人红色通缉令中，郭欣外逃时间正是2010年8月。江某于2010年8月11日被抓，应于2015年8月10日刑满释放，至于羁押何处、是否被提前释放则不知情。南都记者致电云南省监狱管理局狱政科，对方以关押犯信息涉密等为由拒绝透露。据《云南信息报》报道，江某最近被云南昆明一眼科医院聘用，负责管理工作[124][125]。
- 2008年北京奥运会最小火炬手丁可儿成美女学霸，被疑改年龄。2008年湖南境内共有48名火炬手，丁可儿从超10万报名者中选出，只比北京奥运会火炬手年龄——1994年8月8日的下限大一周，有认真的网友发现，丁可儿在个人社交网络中称自己生日为1996年8月1日，超出选拔范围，故引起网友质疑[126][127]。
- 人民日报客户端：百虎现身绝非反腐已画句号，中央要的是全胜。26日下午，新“老虎”终于现身，中国军网公布了占国桥、占俊、董明祥3名军队高官的处理结果，“老虎”的数量至此达到了102个[128]。

## 4月27日
- 下午，国务院总理李克强在中南海紫光阁会见中央文史研究馆馆员、香港大学荣休教授饶宗颐先生[129][130][131]，李克强祝贺饶宗颐百岁艺术展在国家博物馆举行[132][133][134]。
- 中纪委网站27日晚上消息，中石化总经理王天普涉嫌严重违纪违法接受调查[135]。据财新网报道，王天普所涉问题包括帮助其亲属从中石化拿到大笔订单，并且给周永康之子周滨在胜利油田卖设备提供便利。王天普曾因青岛输油管爆炸受处分[136][137][138]。
- 云南“百房”医院院长涉嫌卖官，科主任价码为30至40万，为省委书记白恩培成立保健小组。今年1至3月全国检察机关共立案查办贪污贿赂犯罪案件7556件9636人。其中，最高检点名通报了云南省第一人民医院原院长王天朝受贿案的具体情况，指出，2005年至2014年，王天朝利用职务便利，为他人在医院基础工程建设、医疗设备采购、医生岗位调整等方面谋取利益，多次收受他人财物，共计现金人民币3500万元以及价值人民币8000余万元的房产100套、停车位100个[139]。
- 澎湃新闻：国家食药总局药品审评中心（CDE）副主任尹红章被带走，2014年8月被人大代表实名举报[140][141]。称其以权谋私，擅改南方金银花药名，造成南方金银花价格大跌，药农损失巨大[142]。

## 4月28日
- 国务院总理李克强主持召开国务院常务会议，部署完善消费品进出口相关政策；确定加快成品油质量升级措施；决定实施稀土钨钼资源税改革[143][144][145]。
- 下午，山东省高级人民法院召开关于聂树斌故意杀人、强奸妇女案听证会。代理律师李树亭提交多项证据指称聂树斌案侦查阶段有刑讯逼供现象存在，聂树斌被执行死刑日期(1995年4月27日)疑为造假。河北办案方：聂树斌案并非错案，办案程序存瑕疵。据李树亭介绍：“聂树斌被执行枪决的现场照片显示，刑场上的聂树斌跪在雪地上，聂树斌本人穿着羽绒服，现场工作人员穿着冬衣。”据李树亭查询当年的气象资料显示，1995年4月27日，石家庄最高温度为25.8摄氏度，最低温度为9.5摄氏度。李树亭向山东高院提交笔迹鉴定申请：“笔迹鉴定结果显示，5月13日这份刑事上诉状为聂树斌本人所签。”李树亭称：“法院当年极有可能向全国人民撒了一个大谎。聂树斌母亲张焕枝领到的骨灰也并非其亲生儿子聂树斌的。”律师怀疑，聂树斌被执行死刑的真正时间或为1996年的1月[146]。

## 4月29日
- 下午，国务院总理李克强在人民大会堂同阿尔及利亚总理塞拉勒举行会谈[147]。
- 广东移动副总温乃粘被查，本月移动3名地方高管落马。自2009年中国移动集团党组书记张春江落马以来，近年来不断传出中国移动高管“出事”的消息，仅省分公司正副职总经理级别（包括集团大部门）以上的就有十几人之多。包括2009年被调查的中国移动集团党组书记张春江，2010年被查的中国移动人力资源部总经理施万中，2012年被查的中国移动集团副总经理鲁向东等[148]。

## 4月30日
- 中国足球改革领导小组成立，国务院副总理刘延东担任组长，国家体育总局局长刘鹏担任副组长，中国足协主席蔡振华担任小组的办公室主任[149][150][151][152][152]。
- 中央巡视结束两个月之后，中国联通“问责”名单曝光，多达22人因“违规违纪”与“失职渎职”问题被内部通报[153]。此外，对集团公司2014年内部巡视发现的问题，对88名相关人员进行了责任追究（其中：移送司法机关判刑1人，免职9人，“党纪政纪处分”16人）[154][155]。
- 中石化党组纪检组/监察局立案查办了石油工程技术服务有限公司副董事长、总经理薛万东，新疆石油分公司总经理马安生等5人违纪案件。中石化表示，集团公司严肃查办违纪违法案件，2014年12月以来，各级纪检监察机构共受理信访举报2246件，其中党组纪检组/监察局受理2010件；共立案31件；全系统共有36人受到纪律处分，7人被刑事处理，19人被司法机关采取强制措施[156][157][158]。
- 中共黑龙江省委原常委、大庆市委原书记韩学键被开除党籍和公职[159][160][161]。